# Rua Normandia
A Rua Normandia, localizada na cidade de São Paulo, no distrito de Moema, é considerada uma das principais atrações brasileiras no que se refere à decoração natalina. Apesar de ser uma rua pequena, chama a atenção por ter seus imóveis com inspiração arquitetônica nos países europeus com invernos rigorosos. A rua, no final do ano, tem até neve artificial no intuito de atrair os visitantes. Pessoas de todo o país vêm para a cidade para conferir a decoração para o Natal de diversos pontos de São Paulo, sendo a Rua Normandia seu ponto alto.
As casas da rua, juntamente com as casas da Rua Gaivota, paralela à mesma, são tombadas pelo CONPRESP, devido ao Estilo Eclético Europeu das moradias.